# Battus polydamas
Espèce
Battus polydamas ou Machaon à bord doré est une espèce de lépidoptère de la famille des papilionidés, de la sous-famille des Papilioninae et du genre Battus. C'est le seul Papilionidae présent dans les Antilles françaises, sous forme de plusieurs sous-espèces, Battus polydamas neodamas à la Guadeloupe, Battus polydamas xenodamas à la Martinique.

## Historique et dénomination
L'espèce Battus polydamas a été décrite par Carl von Linné en 1758 sous le nom initial de Papilio polydamas

### Noms vernaculaires
Battus polydamas se nomme Polydamas Swallowtail ou Gold-rim Swallowtail en anglais.

### Synonymie
- Papilio polydamas Linnaeus, 1758 Protonyme
- Papilio anguicidas (Fabricius, 1838)

### Taxinomie
Il existe un sous-genre Battus dont il fait partie et il est le chef de file d'un groupe eponyme. Le nom complet est Battus (Battus) polydamas.
Liste des sous-espèces
- Battus polydamas polydamas dans l'Amérique du Sud tropicale, dont la Guyane.
- Battus polydamas antiquus (Rothschild & Jordan, 1906) (éteinte)
- Battus polydamas atahualpa Racheli & Pischedda, 1987 ; présent au Pérou.
- Battus polydamas cebriones (Dalman, 1823) ;
- Battus polydamas christopheranus (Hall, 1936).
- Battus polydamas cubensis (Dufrane, 1946) ; présent à Cuba.
- Battus polydamas dominicus (Rothschild & Jordan, 1906) ; en République dominicaine.
- Battus polydamas grenadensis (Hall, 1930)

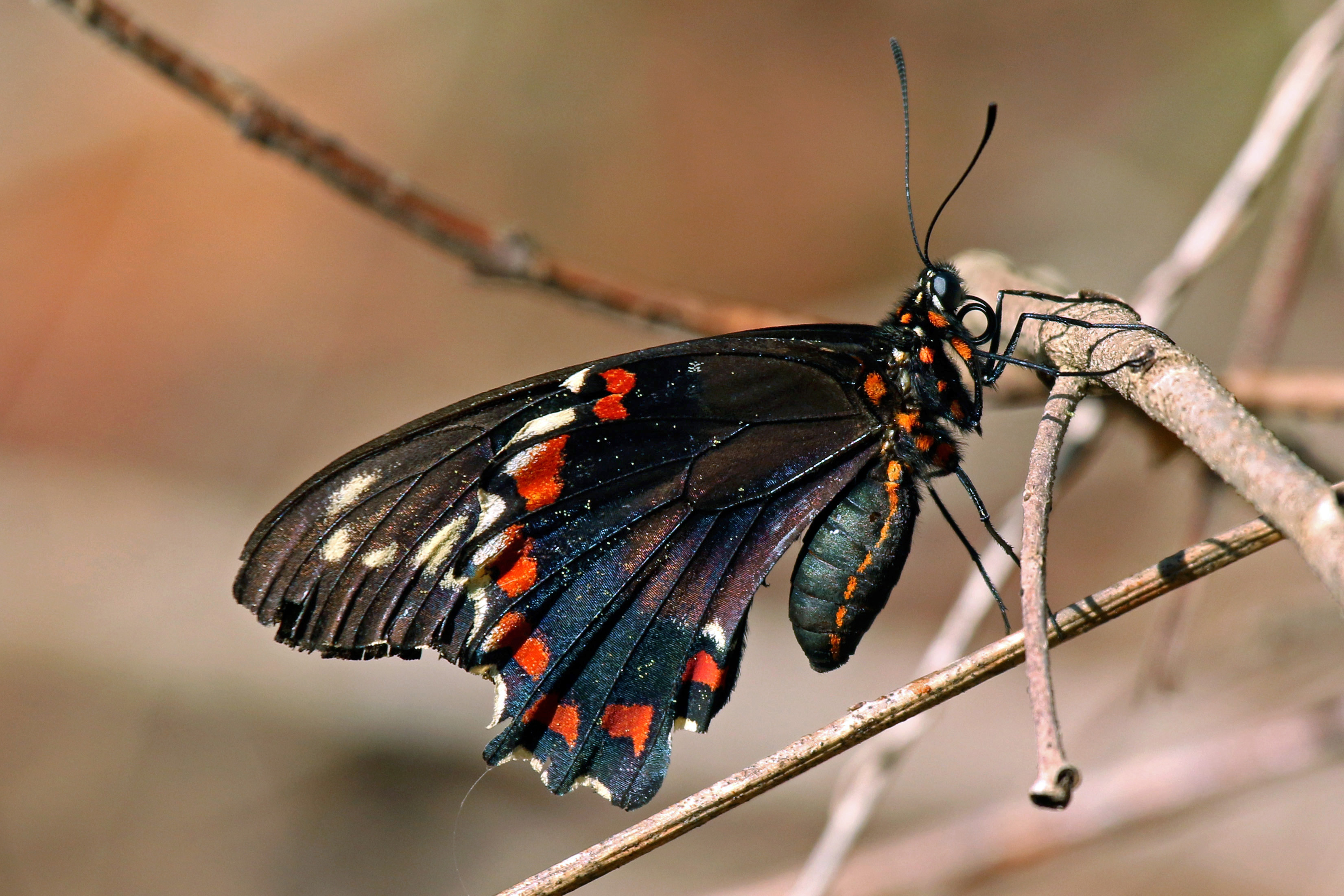
Un Battus polydamas jamaicensis à la Jamaïque.

- Battus polydamas jamaicensis (Rothschild & Jordan, 1906) ; à la Jamaïque.
- Battus polydamas lucayus (Rothschild & Jordan, 1906) ; aux Bahamas.
- Battus polydamas lucianus (Rothschild & Jordan, 1906) à Sainte-Lucie
- Battus polydamas neodamas (Lucas, 1852) ; à la Guadeloupe.

Synonymie pour cette sous-espèce
Papilio neodamas (Lucas, 1852)
- Battus polydamas peruanus (Fuchs, 1954) ; présent au Pérou.
- Battus polydamas polycrates (Hopffer, 1865) ; à Haïti et en République dominicaine.
- Battus polydamas psittacus (Molina, 1782) ; présent en Argentine.
- Battus polydamas renani Lamas, 1998 ; présent au Pérou.
- Battus polydamas streckerianus (Honrath, 1884) ; présent au Pérou.
- Battus polydamas thyamus (Rothschild & Jordan, 1906) ; à Porto Rico et aux îles Vierges.
- Battus polydamas vincentius (Rothschild & Jordan, 1906)
- Battus polydamas xenodamas (Hübner, 1825) à la Martinique[4]
- Battus polydamas weyrauchi Lamas, 1998 ; présent au Pérou[2].

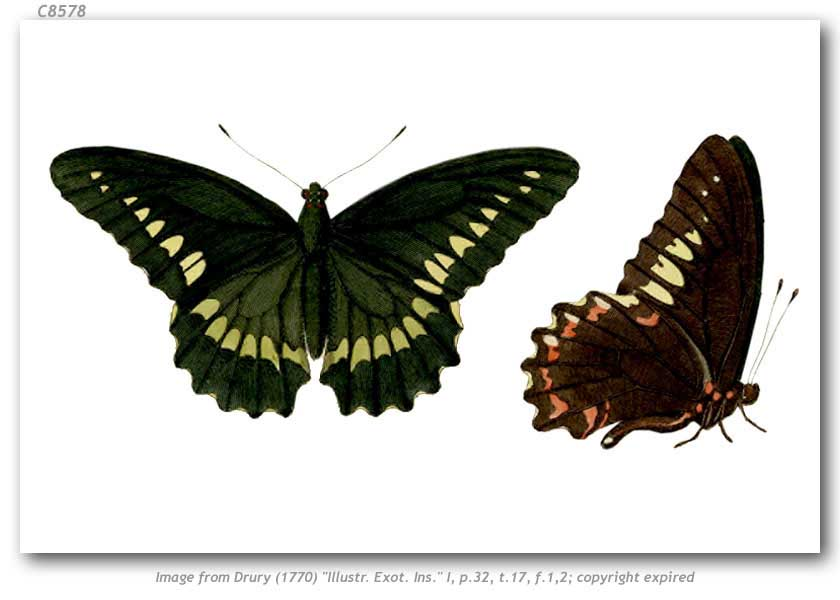
Battus polydamas antiquus (éteint).
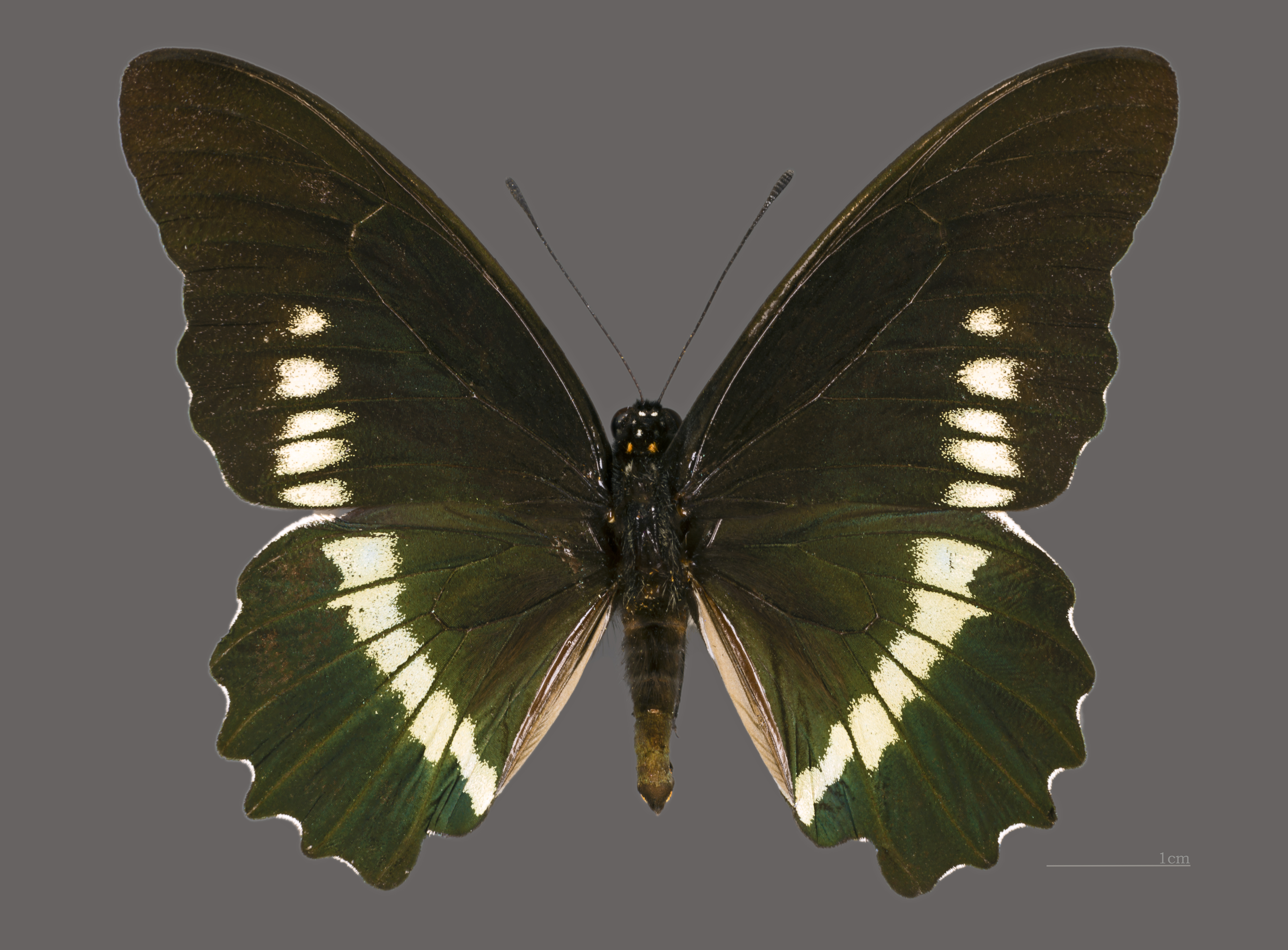
Face dorsale  de Battus polydamas neodamas (MHNT).
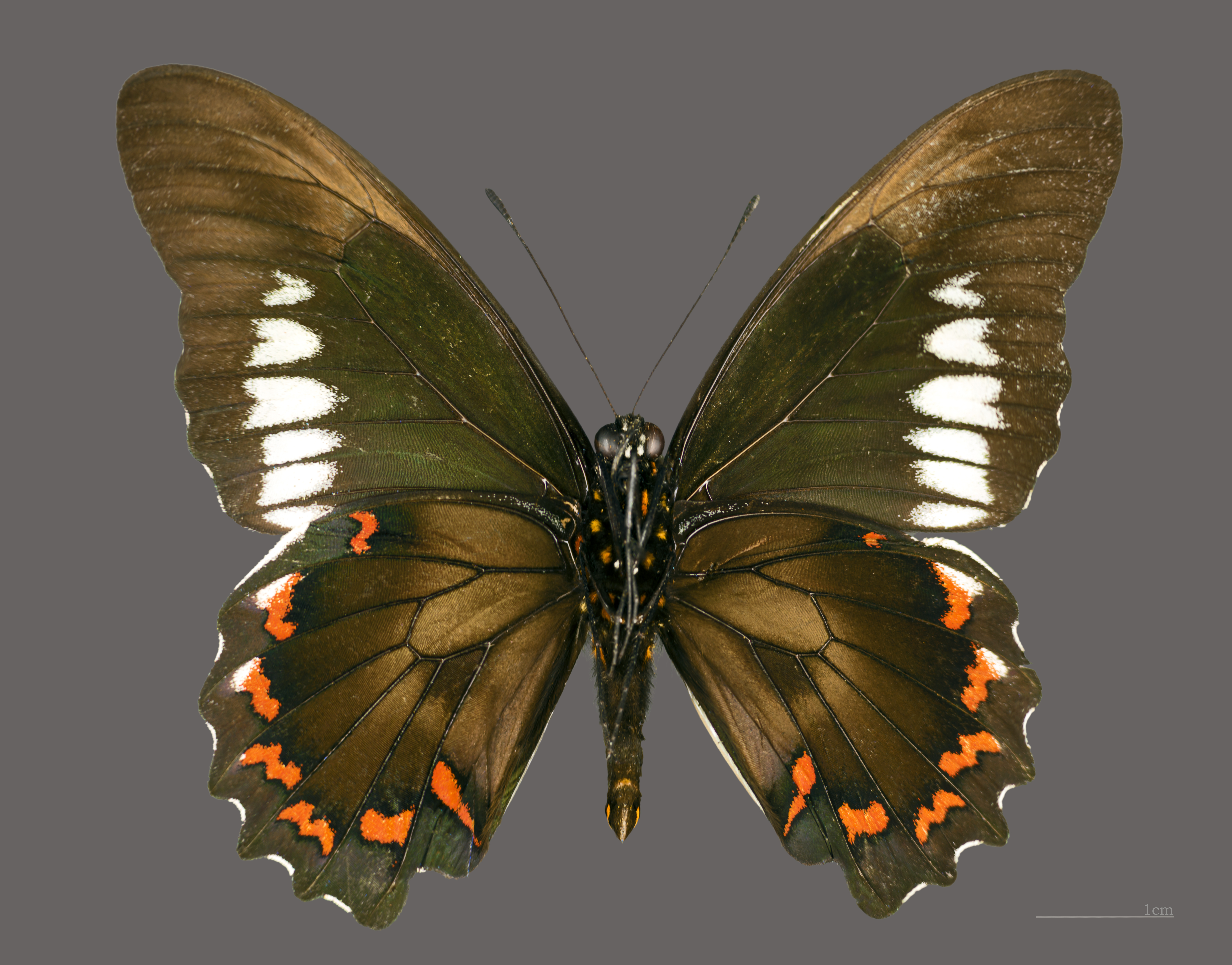
Face ventrale  de Battus polydamas neodamas (MHNT).

## Description
Battus polydamas est un papillon d'une envergure de 90 mm à 120 mm sans queue. Le dessus est noir barré d'une large bande submarginale jaune formée de gros chevrons ou de taches confluentes.
Sur le revers les antérieures ont la même ornementation alors que les postérieures sont ornées d'une ligne submarginale de chevrons de couleur rouge.

## Biologie
Battus polydamas vole d'avril à novembre en trois générations au nord de sa zone de répartition aux USA, toute l'année en plusieurs générations dans la zone tropicale.

### Plantes hôtes
Les plantes hôtes de sa chenille sont des Aristoloches dont Aristolochia pentandra, Aristolochia trilobata et Aristolochia veraguensis, pour Battus polydamas psittacus Aristolochia chilensis et Aristolochia pearsei,  pour Battus polydamas streckerianus Aristolochia streckerianus.

## Écologie et distribution
Il est présent dans le sud de l'Amérique du Nord, au Mexique et dans toute l'Amérique du Sud, ainsi qu'en Guadeloupe, Martinique, Haïti, République dominicaine, Jamaïque et Antigua. Aux USA il est présent dans le sud de la Floride et du Texas et il est migrateur dans le reste de le Floride et même jusqu'au Missouri.
Battus polydamas polydamas est présent sur toute la partie tropicale du continent dont la Guyane, deux sous-espèces sont présentes au Pérou et presque chaque ile des Antilles possède une sous-espèce dont Battus polydamas neodamas à la Guadeloupe et Battus polydamas xenodamas à la Martinique.

### Biotope
Battus polydamas réside dans les friches.

### Protection
Pas de statut de protection particulier.